# Список островов Словакии
Словакия — это страна, не имеющая выхода к морю, расположенная в Центральной Европе. Несмотря на отсутствие морских берегов, в стране есть острова, но все они расположены на реках и озерах, а не в морях. В основном это речные и искусственные острова на Дунае, в окрестностях Братиславы и на юге страны. Функции островов различные: это природоохранные зоны, зоны отдыха, сельскохозяйственные земли, иногда — жилые районы. Управление ими осуществляет Министерство охраны окружающей среды Словацкой Республики.

## Острова
|  | № | Название            | Оригинальное название    | Площадь, км² | Местоположение                          | Описание |
|  | - | ------------------- | ------------------------ | ------------ | --------------------------------------- | --- |
|  | 1 | Житный остров       | Žitný ostrov             | 1600         | Между Дунаем, Малым Дунаем и Вагом      | Содержит охраняемые зоны Дунайского биосферного заповедника - Дунайские Луга. Включает города: Комарно, Дунайска-Стреда, Шаморин, часть Братиславы. Имеет стратегическое значение как зона охраны подземных вод и сельскохозяйственный регион |
|  | 2 | Малый Житный остров | Maly Žitný ostrov        | 375          | Дунай, западнее Житного                 | Входит в систему островов между реками. Территориально часть его в Венгрии, но западная часть — в Словакии. Используется преимущественно как природная и сельхоззона                                                                          |
|  | 3 | Сихоть              | Sihot’                   | 2,35         | Дунай, Братислава                       | Источник питьевой воды для города, закрыт для общественности. |
|  | 4 | Остров Вельки Лель  | Veľký Lél Island         | нет данных   | Село Златна-на-Острове, Дунай           | Экологически значим и входит в Натура 2000 и Ramsar. Входит в охраняемую зону «Dunajské luhy» |
|  | 5 | Остров Альжбетин    | Alžbetin ostrov          | 0,77         | Дунай, Комарно                          | Частично застроен, соединён мостами с Венгрией и Словакией |
|  | 6 | Птичий остров       | Vtáčí ostrov (Gabčíkovo) | 0,0686       | Габчиково-Надьмарошевское водохранилище | Искусственный, резерват птиц (чаек, нырков) |
|  | 7 | Сланицкий остров    | Slanický ostrov          | 0,035        | Оравское водохранилище                  | Сохранилась церковь и работает музей. Единственный из затопленных при строительстве плотины |
|  | 8 | Курортный остров    | Kúpeľný ostrov           | 0,6          | Река Ваг в Пьештяни                     | Здесь исторический SPA-центр с лечебными источниками и мостами. Центр термального лечения с XIX века, включает несколько санаториев и парков                                                                                                  |